# Letter Bruch
Koordinaten: 51° 52′ 39″ N, 7° 10′ 21″ O
Das Naturschutzgebiet Letter Bruch liegt auf dem Gebiet der Stadt Coesfeld im Kreis Coesfeld in Nordrhein-Westfalen.
Das aus zwei Teilflächen bestehende Gebiet erstreckt sich südlich der Kernstadt Coesfeld und südwestlich des Coesfelder Stadtteils Lette. Nördlich des Gebietes verläuft die Kreisstraße K 48 und östlich die B 474.

## Bedeutung
Das etwa 65,9 ha große Gebiet wurde im Jahr 1991 unter der Schlüsselnummer COE-021 unter Naturschutz gestellt. Schutzziele sind die Erhaltung und Optimierung eines großen zusammenhängenden Grünlandgebietes mit Feuchtweiden und kleinflächigen Magerweideresten als Lebensraum für Wat- und Wiesenvögel.